# Københavns Smergelfabrik
Københavns Smergelfabrik A/S var en fabrik i København, der producerede smergel. Den var grundlagt 4. maj 1890 af Oscar Weitemeyer og blev 1944 omdannet til et aktieselskab. Fabrikken lå Viborggade 70 på Østerbro, hvor der nu er TAMU-center. Fabriksbygningerne var oprindeligt opført for J. Kornbecks Asfaltfabrik, grundlagt 1865.
Selskabet drev tillige virksomhed under navnet J.E. Møller's Enke & Co. A/S. Dette firma var grundlagt 10. november 1810 af Johan Erich Møller (f. ca. 1782, d. 1825) og blev i 1917 sammensluttet med Københavns Smergelfabrik.
I 1975 flyttedes produktion til nybyggede faciliteter i Maribo på Lolland.
Virksomheden blev i 1985 overtaget af Flügger A/S, og i den forbindelse ændredes navnet til Dragon A/S
Direktion i 1950: fabrikant E.J. Hvidt (f. 1886) og underdirektør A. Lindahl (f. 1907). 